# Salmanasar III
Salmanasar III, właśc. Salmanu-aszared III (akad. Salmānu-ašarēd, tłum. „bóg Salmanu jest pierwszy/najważniejszy”) – król Asyrii, syn i następca Aszur-nasir-apli II; według Asyryjskiej listy królów panować miał przez 35 lat. Jego rządy datowane są na lata 858-824 p.n.e. Bywa utożsamiany z królem Salomonem

## Koncepcja polityki wojennej
We wczesnym etapie tworzenia imperium nowoasyryjskiego, za panowania Salmanasara III, pod względem politycznym obszar Asyrii dzielił się na ziemie rdzennie asyryjskie (akad. māt dAššur, tłum. „kraj boga Aszura”), zarządzane przez odpowiedzialnych przed królem namiestników, oraz zdominowane przez nią ościenne państwa (akad. nir dAššur, tłum. „jarzmo Aszura”). Zasadniczym celem polityki militarnej Salmanasara III nie były podboje, lecz rozszerzenie „jarzma Aszura”. Kraje zdominowane przez Asyrię zobowiązane były do posłuszeństwa jej królom i wypłacania określonego trybutu. Niewywiązywanie się z tej powinności oznaczało karną wyprawę wojenną celem jej wyegzekwowania oraz ukaranie mieszkańców kraju poprzez politykę terroru.

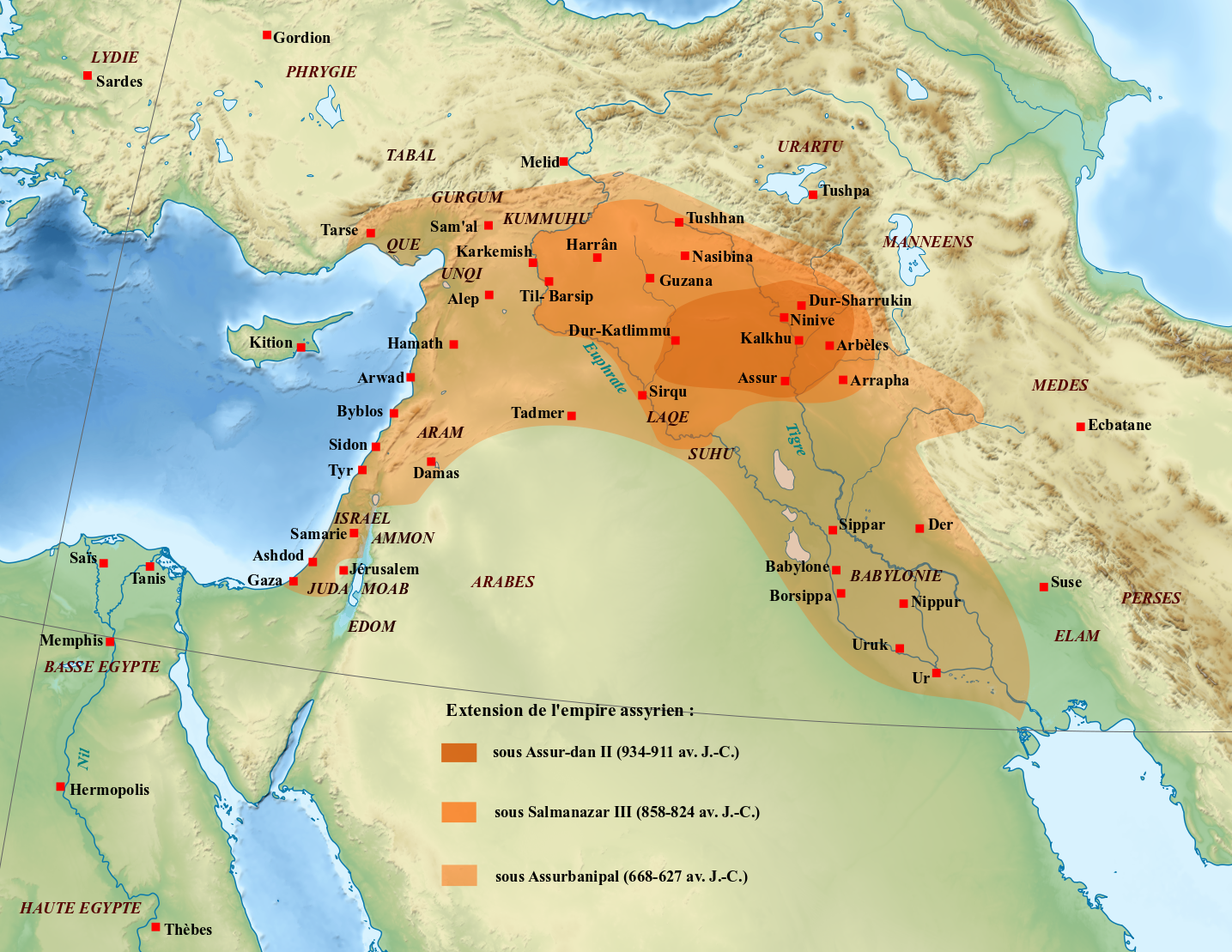
mapa państwa asyryjskiego za Salmanasara III (kolor pomarańczowy)

## Główne kampanie na zachód
Po wojnie domowej Salmanasar III wznowił  wyprawy wojenne poza ziemie Asyrii. Trwałym nabytkiem było aramejskie państwo Bit-Adini nad Eufratem rządzone przez Ahuniego. Podbite zostało dopiero po trzeciej wyprawie, gdy Ahuni wycofał się. Rok później został wraz z rodziną i dobytkiem pojmany i uprowadzony do Aszur. Jego stolica Til Barsip została zamieniona na Kar-Salmanasar (akad. Kār-Salmānu-ašarēd, tłum. „Port/przystań Salmanasara”). Strzegła ona przeprawy  przez Eufrat w kierunku Syrii. Do nowego miasta król sprowadził asyryjskich kolonistów, a wzdłuż rzeki założył kilka warowni: w Nami, Pitru i Mutkinu.
Po zabezpieczeniu przeprawy przez Eufrat dotarł do Tyru i aramejskich państewek Syrii, które wraz królem Achabem z Izraela i Fenicją zawiązały pod kierunkiem Adadidri z Damaszku antyasyryjską koalicję. Wojny w Syrii nie przyniosły początkowo królowi sukcesów, a nawet poniósł klęskę w bitwie pod Karkar w 853 r. p.n.e. W bitwie tej spotkał się z przewagą liczebną oponentów, o czym zaświadcza pozostawiony przez Salamanasara opis sił przeciwników: "1200 rydwanów, 1200 jeźdźców i 20 000 żołnierzy Hadad-ezera z Damaszku; 700 rydwanów, 700 jeźdźców i 10000 żołnierzy Iruleniego, Hamatyty; 2000 rydwanów i 10000 żołnierzy Ahaba, Izraelity; 500 żołnierzy z Byblos; 1000 żołnierzy z Egiptu; 10 rydwanów i 10000 żołnierzy z kraju Irqanatu; 200 żołnierzy Matinubaala z miasta Arwad; 200 żołnierzy z kraju Usanatu; 30 rydwanów i [ ] tysięcy żołnierzy Adon-baala z kraju Szinannu; 10000 wielbłądów Gindibu z Arabii; [ ] setek żołnierzy Baasy z Bit-Ruhubi, Ammonity". Dopiero po śmierci Ben Hadada z Damaszku zdołał rozciągnąć zwierzchnictwo Asyrii nad tą krainą i ściągać z niej kontrybucję, o czym można się dowiedzieć z Czarnego obelisku.
W Azji Mniejszej dotarł do Cylicji, Melitene i Tarsu, do których w ciągu 10 lat zorganizował szereg wypraw. Ponieważ nie pociągnęły ze sobą zmian terytorialnych celem ich zapewne było ściągnięcie trybutu i kontrolę szlaków handlowych. W kronikach Salmanasar III są wzmianki o srebrze i marmurze, jak również o deportacji tysięcy ludzi, głównie Aramejczyków jako siły roboczej do pracy na roli i budowy pałaców.
Za jego panowania pojawia się pierwsza wzmianka o plemionach Medów z wyprawy wojennej w rejon gór Zagros z r. 835 p.n.e.

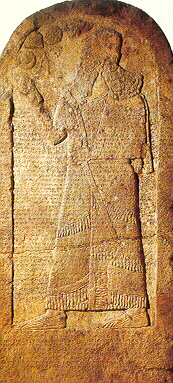
stela Salmanasara III (tzw. Kurkh Monolith); zbiory British Museum w Londynie.

## Relacje z Babilonią
Salmanasar III utrzymywał pokojowe stosunki z królem Babilonii Nabu-apla-iddiną. W 850 r. p.n.e. interweniował na rzecz jego następcy Marduk-zakir-szumiego I, którego panowanie zostało zagrożone przez bunt młodszego brata wspieranego przez plemiona  aramejskie. Po ich pokonaniu wkroczył w 849 p.n.e. do Babilonu, gdzie złożył ofiary Mardukowi w świątyni E-sagila. Następnie zwiedził główne miasta północnej Babilonii, a w sanktuariach, m.in. Kuty i Borsippy, złożył dary:
Dla ludu Babilonu, chronionego przez wielkich bogów, ich awilum wydał wielką ucztę. Nakarmił ich i napoił, ubrał w pięknie barwione szaty i obsypał ich darami.
W celu umocnienia swojej pozycji w kraju wyprawił się na południe do dawnego Sumeru, gdzie walczył z niepokojącymi miasta plemionami aramejskimi. Udało mu się je zepchnąć do morza zwanego Gorzką Wodą (akad. nâr marratu). Marduk-zakir-szumi I uznał zwierzchność Salmanasara III co pozwoliło mu zachować tron.

## Wyprawy do Urartu
Salmanasar III był przedostatnim królem Asyrii, który wdarł się do centrum Urartu nad jeziorem Wan, gdzie ceremonialnie obmył swój oręż w jego wodach. W 858 p.n.e. zorganizował pierwszą ekspedycję wojenną  w kierunku urartyjskiej twierdzy Suguni:
 Zbliżyłem się do Sugumi, twierdzy Arama z Urartu, obległem miasto i wziąłem je. Wielu jego wojowników zabiłem, wywiozłem wiele łupów, ustawiłem górę głów naprzeciw ich miasta. Czternaście osiedli na jego ziemiach zniszczyłem ogniem. Z Sugumi ciągnąłem dalej, w dół do Morza Nairi (tj. jeziora Wan). Broń moją obmyłem w morzu, bogom moim złożyłem ofiary.
W 856 r. p.n.e. zorganizował kolejną wyprawę do Urartu, której celem było miasto Arzaszku.
Wojny z Urartu nie przyczyniły się do poszerzenia granic Asyrii w kierunku północnym, a nawet spowodowały szybszą konsolidację wrogiego państwa.

## Sztuka w okresie Salmanasara III
W monarchii despotycznej jaką była Asyria król decydował o wszystkim, włącznie ze sztuką, której nadawał styl i charakterystyczny dla swoich upodobań ton. Podobnie jak za panowania jego ojca charakteryzowała się  eksponowaniem wojennego okrucieństwa i bezwzględności, to w formie i wykonaniu znacznie odbiegała od wcześniejszych standardów pod względem plastycznych kształtów i wartości artystycznej. Z zachowanych materiałów wynika, że Salmanasar III nie miał dużego zrozumienia dla sztuki pod względem estetycznym. Za jego rządów  pełniła ona głównie funkcje dydaktyczne w propagandowym prezentowaniu władzy królewskiej. Bardziej traktował ją jako środek do gloryfikacji swoich czynów ku trwodze poddanych. Do najważniejszych zabytków z okresu jego panowania zaliczamy: czarny obelisk, stelę Salmanasara III, wrota z Balawat oraz budowlę o charakterze pałacowo-obronnym w Kalhu nazwaną Fortem Salmanasara.

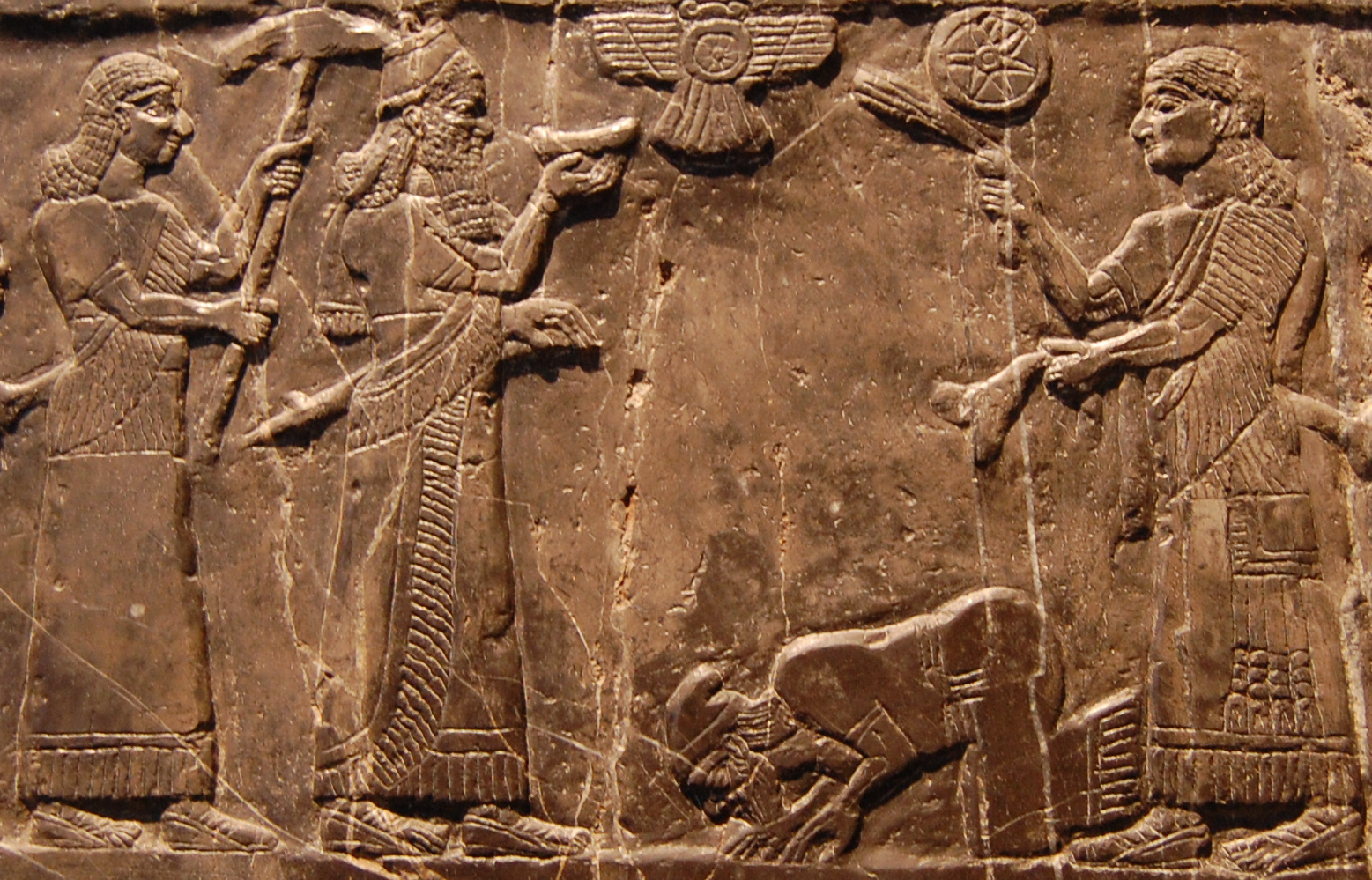
Jehu, król północnego królestwa Izraela składający hołd Salmanasarowi III - detal z czarnego obelisku Salmanasara III.

## Schyłek panowania
Pod koniec życia Salmanasar III nie prowadził już kampanii wojennych osobiście, lecz zadanie to powierzył Dajan-Aszurowi, swemu turtanu, głównodowodzącemu wojsk i po królu najpotężniejszemu człowiekowi w Asyrii w tym okresie. Prowadził on głównie kampanie skierowane na północ w kierunku Urartu. Schyłek jego panowania upłyną pod znakiem buntów. W walki te zaangażowany był jego syn Szamszi-Adad V, który walczył również ze swoim starszym bratem Aszur-da’’in-apla o tron Asyrii. W tym czasie Salmanasar zmarł, a władzę objął po kilkuletnich walkach Szamszi-Adad V dzięki pomocy króla babilońskiego Marduk-zakir-szumi I.